# لین دان فام
لین دان فام (فرانسوی: Linh Dan Pham‎؛ زادهٔ ۲۰ ژوئن ۱۹۷۴) یک هنرپیشه ویتنامی تبار اهل فرانسه است.
از فیلم‌ها یا برنامه‌های تلویزیونی که وی در آنها نقش داشته‌است می‌توان به نینجای قاتل، آقای نوبادی، ضربان قلب من متوقف شده است، آستریکس و اوبلیکس و هند و چین اشاره کرد.